# Miss Europe
Pour les articles homonymes, voir Miss.
Ne doit pas être confondu avec Miss World Europe ou Miss Europe Continental.
Miss Europe est un concours de beauté européen, et un titre donné à la gagnante de l’élection du même nom.

## Présentation du concours

### Histoire

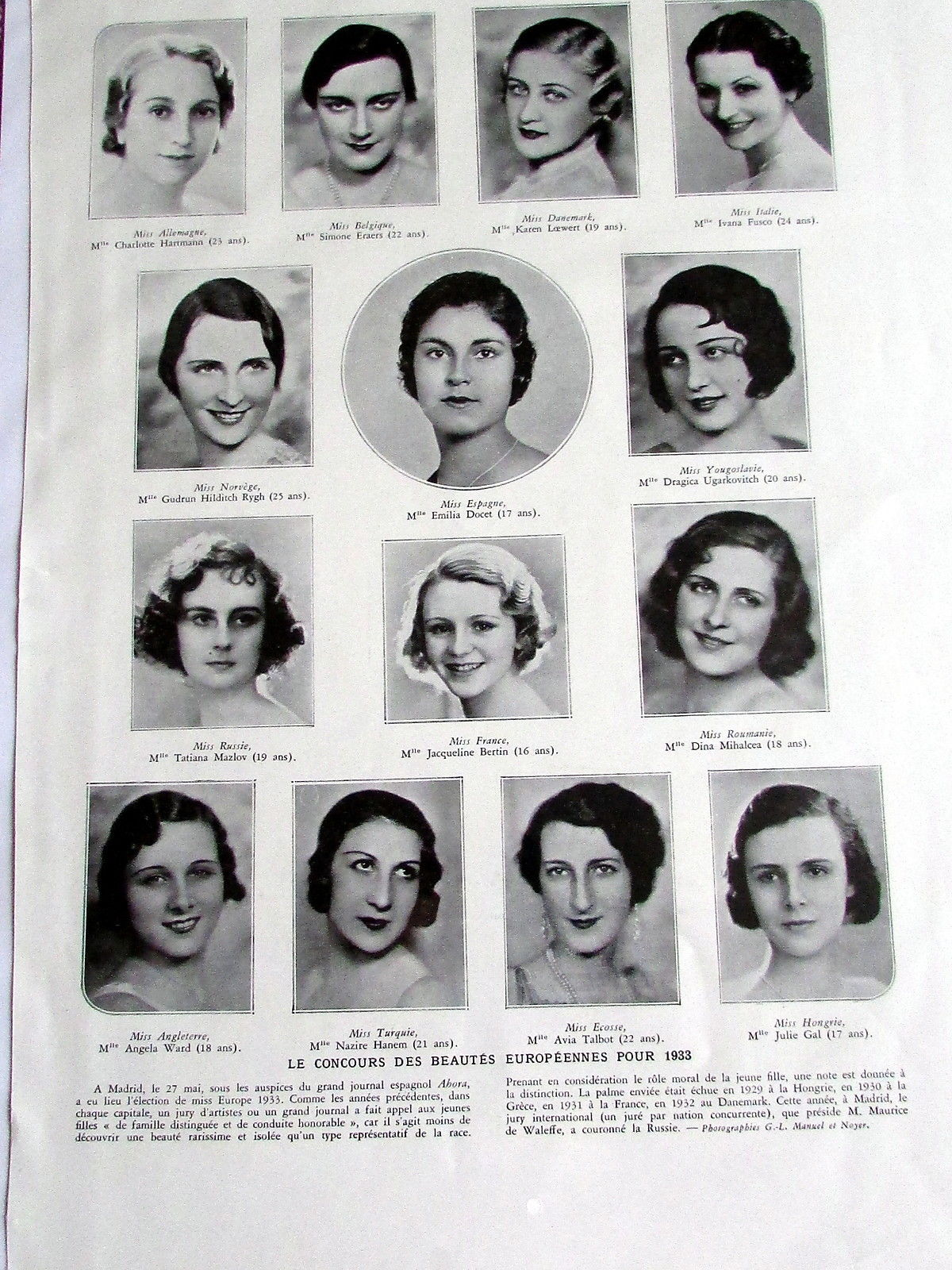
Les participantes au concours Miss Europe 1933.

Le concours est créé en 1928 par le Belge Maurice de Waleffe, également fondateur du concours « la plus belle femme de France », aujourd'hui appelé Miss France. L’élection s'interrompt en 1938 et restera en sommeil jusqu’à son réveil, en 1949, par Roger Zeiler, président de la Mondial Events Organization, et Claude Berr.
Ce titre n'est pas à confondre avec celui de Miss World Europe, qui revient à la candidate européenne la mieux classée lors du concours Miss Monde.
L’élection de Miss Europe 2006 sera la dernière élection du comité Miss France. La productrice Alexia Laroche-Joubert, désormais présidente de la société Miss France/Miss Europe, a affirmé dans "le Parisien" vouloir faire revivre l'élection de Miss Europe via "un programme européen de télévision". Depuis sa création en 1928, ce concours n'a jamais été diffusé sur le petit écran.

### Déroulement et opportunités
Les trente-six candidates participantes à l’élection sont issues des pays de l’Europe géographique, incluant aussi la Turquie, Israël, le Liban et le Kazakhstan.
Chaque année, la plupart des candidates participent à l’élection de Miss Europe en tant qu’entraînement avant de participer à un concours d’une ampleur mondiale comme Miss Monde, Miss Univers, Miss Terre ou encore Miss International. Cependant, il arrive que des candidates n’ayant remporté un prix à un autre concours se présentent à l’élection de Miss Europe : par exemple Élodie Gossuin, Miss France 2001, qui atteint la finale à dix de l’élection de Miss Univers en mai 2001, et remporte la couronne de Miss Europe quelques mois plus tard. Ce cas se présente souvent, en effet ; Shermine Shahrivar remporte le titre en 2005, après avoir participé au concours Miss Univers, tout comme Alexandra Rosenfeld en 2006.
Il est à noter qu’à une époque, les gagnantes du titre Miss Europe pouvaient participer à d’autres concours, ainsi Corine Rottschäfer, Miss Europe 1957, remporte le titre de Miss Monde deux ans plus tard. 
En 2018, deux candidates ont été élues Miss Europe, il s’agit de Miss Ukraine et Miss Russie, c’est une première dans l’histoire du concours.

## Lauréates
| Année     | Miss Europe                                  | Pays               | Lieu                       |
| --------- | -------------------------------------------- | ------------------ | -------------------------- |
| 1927      | Štefica Vidačić (de)                         | Yougoslavie        | Vienne, Autriche           |
| 1928      | —                                            | —                  | —                          |
| 1929      | Elisabeth Simon                              | Hongrie            | Paris, France              |
| 1930      | Alíki Diplarákou                             | Grèce              | Paris, France              |
| 1931      | Jeanne Juilla                                | France             | Paris, France              |
| 1932      | Åse Clausen                                  | Danemark           | Nice, France               |
| 1933      | Tatiana Maslov (ru)                          | Russie             | Madrid, Espagne            |
| 1934      | Ester Toivonen (en)                          | Finlande           | Hastings, Royaume-Uni      |
| 1935      | Alicia Navarro                               | Espagne            | Paris, France              |
| 1936      | Antonia Arqués                               | Espagne            | Tunis, Tunisie française   |
| 1937      | Britta Wikström                              | Finlande           | Alger, Algérie française   |
| 1938      | Sirkka Salonen                               | Finlande           | Copenhague, Danemark       |
| 1939-1946 | —                                            | —                  | —                          |
| 1947      | Yvette Draux                                 | Belgique           | Londres, Angleterre        |
| 1948      | Jacqueline Donny                             | France             | Enghien-les-Bains, France  |
| 1949      | Juliette Figueras                            | France             | Palerme, Italie            |
| 1950      | Hanni Schall (it)                            | Autriche           | Rimini, Italie             |
| 1951      | Jacqueline Genton                            | Suisse             | Palerme, Italie            |
| 1952      | Günseli Başar                                | Turquie            | Naples, Italie             |
| 1953      | Eloisa Cianni                                | Italie             | Istanbul, Turquie          |
| 1954      | Christel Schaack (de) (disqualifiée)         | Allemagne          | Vichy, France              |
| 1954      | Danielle Génault                             | France             | Vichy, France              |
| 1955      | Inga-Britt Söderberg (it)                    | Finlande           | Helsinki, Finlande         |
| 1956      | Margit Nünke                                 | Allemagne          | Stockholm, Suède           |
| 1957      | Corine Rottschäfer                           | Pays-Bas           | Baden-Baden, Allemagne     |
| 1958      | Johanna (Hanni) Ehrenstrasser (it)           | Autriche           | Istanbul, Turquie          |
| 1959      | Christine Spatzier (it)                      | Autriche           | Palerme, Italie            |
| 1960      | Anna Ranalli                                 | Italie             | Beyrouth, Liban            |
| 1961      | Ingrun Helgard Möckel (it)                   | Allemagne          | Beyrouth, Liban            |
| 1962      | Maruja García Nicoláu (it)                   | Espagne            | Beyrouth, Liban            |
| 1963      | Mette Stenstad (it)                          | Norvège            | Beyrouth, Liban            |
| 1964      | Elly Konie Koot (it)                         | Pays-Bas           | Beyrouth, Liban            |
| 1965      | Juliana Herm (it)                            | Allemagne          | Nice, France               |
| 1966      | Maria Dornier (it)                           | France             | Nice, France               |
| 1967      | Paquita Torres Pérez (it)                    | Espagne            | Nice, France               |
| 1968      | Leena Marketta Brusiin (it)                  | Finlande           | Kinshasa, Zaïre            |
| 1969      | Sasa Zajc (it)                               | Yougoslavie        | Rabat, Maroc               |
| 1970      | Noelia Alfonso Cabrera (it)                  | Espagne            | Le Pirée, Grèce            |
| 1971      | Filiz Vural (en)                             | Turquie            | Tunis, Tunisie             |
| 1972      | Monika Sarp (it)                             | Allemagne          | Estoril, Portugal          |
| 1973      | Anke Maria Groot (it)                        | Pays-Bas           | Kitzbühel, Autriche        |
| 1974      | Maria Isabel (Maribel) Lorenzo Saavedra (it) | Espagne            | Vienne, Autriche           |
| 1975      | —                                            | —                  | —                          |
| 1976      | Riitta Inkeri Väisänen (it)                  | Finlande           | Rhodes, Grèce              |
| 1977      | —                                            | —                  | —                          |
| 1978      | Eva Maria Düringer (it)                      | Autriche           | Helsinki, Finlande         |
| 1979      | —                                            | —                  | —                          |
| 1980      | Karin Zorn (it)                              | Autriche           | Puerto de la Cruz, Espagne |
| 1981      | Anne Mette Larsen (it)                       | Danemark           | Birmingham, Royaume-Uni    |
| 1982      | Nazlı Deniz Kuruoğlu (en)                    | Turquie            | Istanbul, Turquie          |
| 1983      | —                                            | —                  | —                          |
| 1984      | Neşe Erberk (en)                             | Turquie            | Bad Gastein, Autriche      |
| 1985      | Juncal Rivero Fadrique                       | Espagne            | Mayence, Allemagne         |
| 1986-1987 | —                                            | —                  | —                          |
| 1988      | Michela Rocco di Torrepadula                 | Italie             | Raguse, Italie             |
| 1989-1990 | —                                            | —                  | —                          |
| 1991      | Susanne Petry (it) (disqualifiée)            | Allemagne          | Dakar, Sénégal             |
| 1991      | Katerina Michalopoulou (en)                  | Grèce              | Dakar, Sénégal             |
| 1992      | Marina Tsintikidou (en)                      | Grèce              | Athènes, Grèce             |
| 1993      | Arzum Onan (en)                              | Turquie            | Istanbul, Turquie          |
| 1994      | Lilach Ben-Simon (it)                        | Israël             | Istanbul, Turquie          |
| 1995      | Monika Žídková (cs)                          | République tchèque | Istanbul, Turquie          |
| 1996      | Marie-Claire Harrison (it)                   | Angleterre         | Tirana, Albanie            |
| 1997      | Isabelle Darras                              | Grèce              | Kiev, Ukraine              |
| 1998      | —                                            | —                  | —                          |
| 1999      | Yelena Rogozhina                             | Russie             | Beyrouth, Liban            |
| 2000      | —                                            | —                  | —                          |
| 2001      | Élodie Gossuin                               | France             | Beyrouth, Liban            |
| 2002      | Svetlana Koroleva                            | Russie             | Beyrouth, Liban            |
| 2003      | Zsuzsanna Laky                               | Hongrie            | Nogent-sur-Marne, France   |
| 2004      | —                                            | —                  | —                          |
| 2005      | Shermine Shahrivar                           | Allemagne          | Paris, France              |
| 2006      | Alexandra Rosenfeld                          | France             | Kiev, Ukraine              |
| 2007-2015 | —                                            | —                  | —                          |
| 2016      | Diana Starkova                               | France             | Beyrouth, Liban            |
| 2017      | Diana Kubasova                               | Lettonie           | Séoul, Corée du Sud        |
| 2018      | Anna Shornikova                              | Ukraine            | Tour Eiffel, Paris, France |
| 2018      | Anastasiya Ammosova                          | Russie             | Tour Eiffel, Paris, France |
| 2019      | Andrea de las Heras                          | Espagne            | Cannes, France             |
| 2020      | Lara Jalloh                                  | France             | Paris, France              |
| 2021      | Anastasia Prodanov                           | Serbie             | Cannes, France             |
| 2022      | Barbara Suter                                | Suisse             |                            |
| 2023      | —                                            | —                  | —                          |
| 2024      | Yulia Karpets                                | Ukraine            |                            |

## Palmarès
| Victoire(s) | Pays               | Année(s)                                               |
| ----------- | ------------------ | ------------------------------------------------------ |
| 9           | France             | 1931, 1948, 1949, 1954, 1966, 2001, 2006, 2016 et 2020 |
| 8           | Espagne            | 1935, 1936, 1962, 1967, 1970, 1974, 1985 et 2019       |
| 6           | Finlande           | 1934, 1937, 1938, 1955, 1968 et 1976                   |
| 5           | Allemagne          | 1956, 1961, 1965, 1972 et 2005                         |
| 5           | Turquie            | 1952, 1971, 1982, 1984 et 1993                         |
| 5           | Autriche           | 1950, 1958, 1959, 1978 et 1980                         |
| 4           | Russie             | 1933, 1999, 2002 et 2018                               |
| 4           | Grèce              | 1930, 1991, 1992 et 1997                               |
| 3           | Italie             | 1953, 1960 et 1988                                     |
| 3           | Pays-Bas           | 1957, 1964 et 1973                                     |
| 2           | Hongrie            | 1929 et 2003                                           |
| 2           | Danemark           | 1932 et 1981                                           |
| 2           | Suisse             | 1951 et 2022                                           |
| 2           | Serbie             | 2021 et 2023                                           |
| 2           | Ukraine            | 2018 et 2024                                           |
| 1           | Lettonie           | 2017                                                   |
| 1           | Angleterre         | 1996                                                   |
| 1           | République tchèque | 1995                                                   |
| 1           | Israël             | 1994                                                   |
| 1           | Norvège            | 1963                                                   |
| 1           | Belgique           | 1947                                                   |